# Megaselia morosa
Megaselia morosa är en tvåvingeart som beskrevs av Rudolf Beyer 1965. Megaselia morosa ingår i släktet Megaselia och familjen puckelflugor. Inga underarter finns listade i Catalogue of Life.